# Rhagophthalmus jenniferae
Rhagophthalmus jenniferae är en skalbaggsart som beskrevs av Kawashima och Satô 2001. Rhagophthalmus jenniferae ingår i släktet Rhagophthalmus och familjen Rhagophthalmidae. Inga underarter finns listade i Catalogue of Life.